# Несс, Маттис
Карл Маттис Несс (норв. Karl Mattis Næss; 18 мая 1973, Берум) — норвежский гребец-байдарочник, выступал за сборную Норвегии во второй половине 1990-х — первой половине 2000-х годов. Участник двух летних Олимпийских игр, бронзовый призёр чемпионата мира, серебряный призёр чемпионата Европы, победитель многих регат национального и международного масштаба.

## Биография
Маттис Несс родился 18 мая 1973 года в городе Беруме. Активно заниматься греблей начал с раннего детства, проходил подготовку в местном одноимённом каноэ-клубе «Берум».
В возрасте двадцати трёх лет прошёл квалификацию на летние Олимпийские игры 1996 года в Атланте — стартовал здесь в четвёрках на тысяче метрах вместе с такими гребцами как Мортен Иварсен, Том Сельвик и Томас Роандер, однако сумел дойти лишь до стадии полуфиналов, где финишировал четвёртым.
Первого серьёзного успеха на взрослом международном уровне Несс добился в 2004 году, когда попал в основной состав норвежской национальной сборной и побывал на чемпионате Европы в польской Познани, откуда привёз награду серебряного достоинства, выигранную в зачёте четырёхместных байдарок на дистанции 1000 метров. Благодаря череде удачных выступлений удостоился права защищать честь страны на Олимпийских играх 2004 года в Афинах — в составе четырёхместного экипажа, куда также вошли гребцы Андреас Йерсёэ, Александер Вефальд и Якоб Норенберг, на дистанции 1000 метров дошёл до финальной стадии и показал в решающем заезде пятый результат, немного не дотянув до призовых позиций. 
После афинской Олимпиады Маттис Несс ещё в течение некоторого времени оставался в основном составе гребной команды Норвегии и продолжал принимать участие в крупнейших международных регатах. Так, в 2005 году он выступил на чемпионате мира в хорватском Загребе, где стал бронзовым призёром в двойках на тысяче метрах. Вскоре по окончании этих соревнований принял решение завершить карьеру профессионального спортсмена, уступив место в сборной молодым норвежским гребцам.
Начиная с 2011 года работает в школе учителем математики.